# Réservoir de Belleville
Réservoir de Belleville (česky Nádrž Belleville) je jeden z rezervoárů pitné vody pro město Paříž. Nachází se ve 20. obvodu ve čtvrti Belleville. Je spravován společností Eau de Paris.

## Historie
Nádrž Belleville vystavěl v letech 1862–1865 inženýr Eugène Belgrand jako jednu z řady zásobáren pitné vody budovaných v té době. Výstavba probíhala v rámci přestavby Paříže vedené prefektem Haussmannem. Stavební inženýr Eugène Belgrand byl zodpovědný za modernizaci městského systému zásobování vodou a vedení odpadních vod. Výstavba nádrže Belleville probíhala současně s nádrží Ménilmontant a obě jsou propojené. Nádrž Belleville se nachází poblíž hřbitova Belleville, který představuje nejvyšší bod v Paříži, přibližně 128 metrů nad mořem. Tato geografická poloha byla vhodná pro rozvod vody ve městě. K čerpání vody z nádrže Ménilmontant byl zapotřebí parní stroj. Nádrž byla uvedena do provozu v březnu 1866. V roce 1919 byly na západ od nádrže postaveny dvě vodárenské věže. Ty byly nezbytné kvůli vzniku množství nových vysokých staveb v oblasti kolem nádrže.